# Сербівський заказник
Сербівський заказник — ботанічний заказник місцевого значення. Об'єкт розташований на території Балаклійського району Харківської області, Андріївське лісництво, квартал 24: виділи 21; квартал 25: виділи 14.
Площа — 2 га, статус отриманий у 1984 році.
Охороняється ділянка соснового лісу на слабко розвинених піщаних ґрунтах надзаплавної тераси долини річки Сіверський Донець, де зростають лікарські рослини.